# Incendio en el New County Hotel

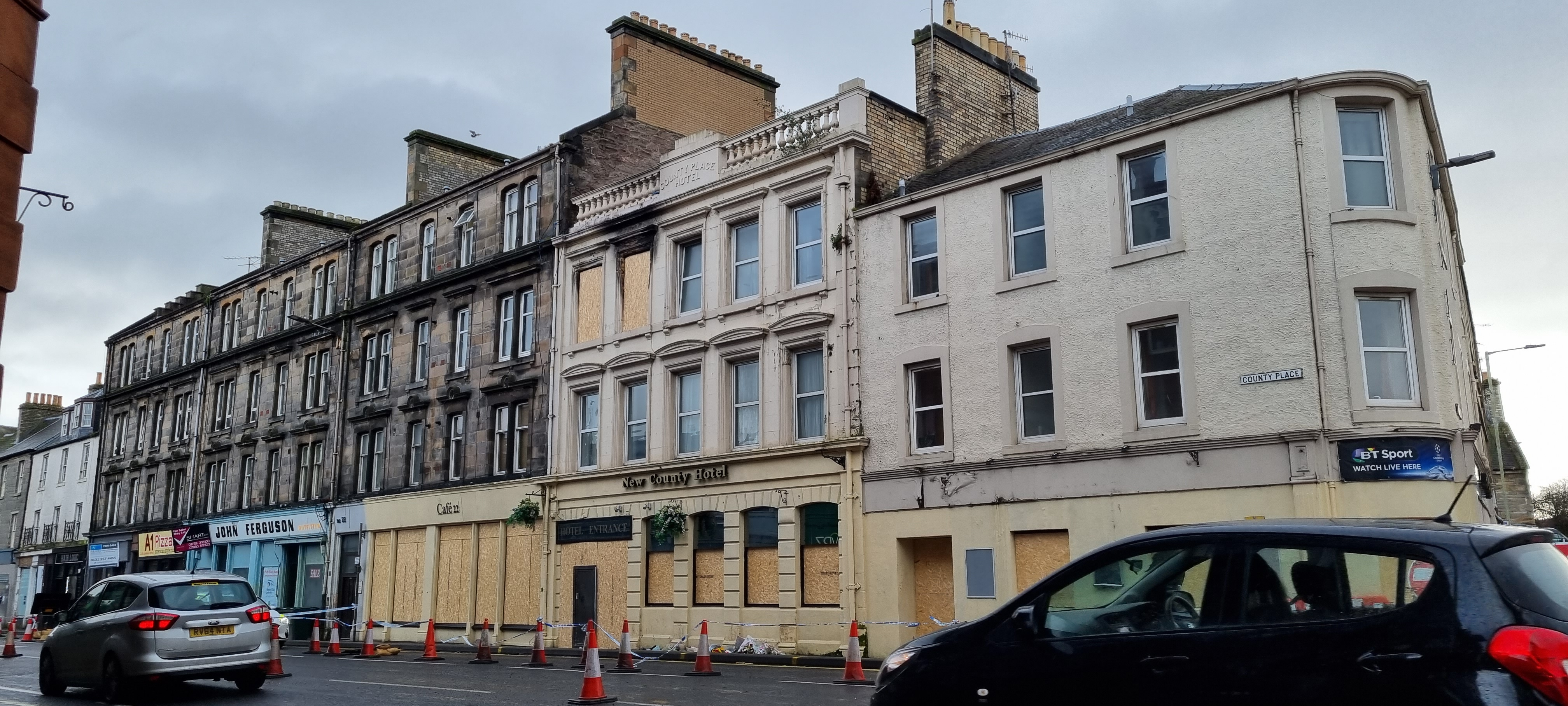
Hotel New Country, Perth

El incendio en el New County Hotel sucedió el 2 de enero de 2023 en Perth, Escocia. Mató a tres personas e hirió a otras 11.

## Incendio
Alrededor de las 5:10 a. m. del 2 de enero de 2023, se hicieron informes a la Policía de Escocia de un incendio en el segundo piso del New County Hotel en Perth. Los servicios de emergencia llegaron al hotel alrededor de las 5:12 a. m., incluidos 60 bomberos en nueve camiones de bomberos y 21 ambulancias. La policía de Tayside evacuó el hotel y los edificios circundantes y pidió a los ciudadanos que evitaran el área alrededor del hotel. Los incendios se extinguieron por completo a las 6:30 a. m., pero dos camiones de bomberos permanecieron en el lugar para revisar el hotel.

## Consecuencias
Hasta el momento, se ha confirmado la muerte de tres personas en el incidente, así como un perro. El Servicio de Ambulancias de Escocia trató a 11 personas por lesiones menores. Los cuerpos de las personas asesinadas fueron retirados del sitio en una ambulancia privada antes del mediodía. El Consejo de Perth y Kinross cerró cuatro carreteras alrededor del hotel para evitar más daños a los civiles, afectando el flujo de tráfico debido a la ubicación central del hotel.

## Investigación
La policía y los bomberos iniciaron una investigación conjunta sobre el incendio. El líder adjunto del consejo de Perth y Kinross, Cllr. Eric Drysdale, instó a las personas a mantenerse alejadas de la escena para que la investigación pueda tener éxito.